# Юргамиш
Юргами́ш (рос. Юргамыш) — селище міського типу, центр Юргамиського району Курганської області, Росія. Адміністративний центр Юргамиської селищної ради.
Населення — 6465 осіб (2021, 7944 у 2002).